# Хасеке (район)
Хасеке (араб. منطقة الحسكة) — адміністративний район у Сирії, входить до складу провінції Хасеке. У свою чергу, поділяється на 7 нохій. Адміністративний центр — місто Хасеке.
| Сирія | Це незавершена стаття з географії Сирії. Ви можете допомогти проєкту, виправивши або дописавши її. |